# Clathraria akalyx
Clathraria akalyx is een zachte koraalsoort uit de familie Melithaeidae. De koraalsoort komt uit het geslacht Clathraria. Clathraria akalyx werd in 1908 voor het eerst wetenschappelijk beschreven door Kükenthal. 